# Staré Bříště
Staré Bříště (deutsch Alt Briescht) ist eine Gemeinde in Tschechien. Sie liegt sechs Kilometer südlich von Humpolec und gehört zum Okres Pelhřimov.

## Geographie
Staré Bříště befindet sich in der Křemešnická vrchovina, einem Teil Böhmisch-Mährischen Höhe. Das Dorf liegt beiderseits des Baches Hejnický potok, der südlich des Dorfes in den Jankovský potok mündet. Nordöstlich erhebt sich der Vlčí hory (608 m) und im Südosten der Soví hať (619 m). Der Ort liegt in einer Hügellandschaft und wird umgeben von mehreren Stauweihern, Mühlen und Einödhöfen. Der Jankovský potok ist seit 1992 bis zur Einmündung des Hejnický potok wegen seiner Flussperlmuschelpopulation als Nationales Naturdenkmal geschützt.
Nachbarorte sind Březina, U Kochů, V Hlubokém und Bystrá im Norden, Na Samotě und Krasoňov im Nordosten, Sýkorův Mlýn, U Zápotočných, Němeček und Opatovský Dvůr im Osten, Hlaváčkův Mlýn und Ústí im Südosten, Mysletín, Pazderny und Zachotín im Süden, Vlčinec, U Makovičků, U Brambůsků und Hojkovy im Südwesten, U Válů, Na Ohradě und Mladé Bříště im Westen sowie Komorovice im Nordwesten.

## Geschichte

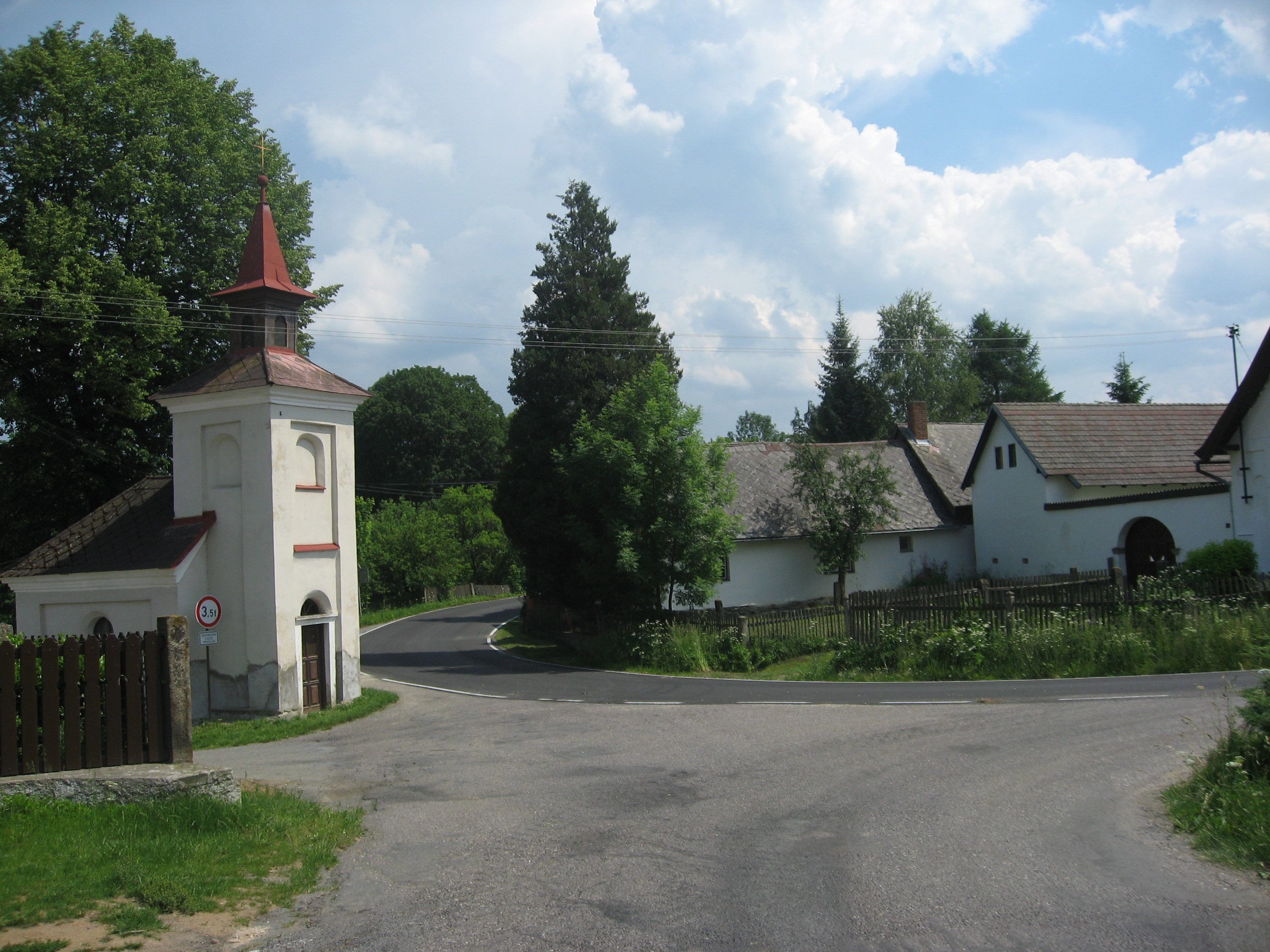
Dorfplatz mit Kapelle

Die erste urkundliche Erwähnung des Dorfes stammt aus dem Jahre 1437.
Nach der Ablösung der Patrimonialherrschaften wurde Staré Bříště 1850 mit dem Ortsteil Vlčí Hory zur selbständigen Gemeinde in der Bezirkshauptmannschaft Německý Brod. Zu Beginn des 20. Jahrhunderts entwickelte sich in dem Ort ein reges gesellschaftliches Leben; es entstanden Vereine und die Freiwillige Feuerwehr. 1910 kam die Gemeinde zum Bezirk Humpolec und seit 1961 gehört sie zum Okres Pelhřimov. 1958 schloss die Gaststätte, wenig später löste sich die Feuerwehr auf. 1974 erfolgte die Eingemeindung nach Mladé Bříště. Seit 1990 ist Staré Bříště wieder selbständig. Zum Ende des 20. Jahrhunderts verlor das Dorf durch Abwanderung einen Großteil seiner Einwohner. Die früheren Bauernwirtschaften wurden fortan als Ferienhäuser genutzt. Der größte Teil der Häuser von Staré Bříště ist nicht ständig bewohnt und dient zu Erholungszwecken.

## Gemeindegliederung
Die Gemeinde Staré Bříště besteht aus den Ortsteilen Staré Bříště (Alt Briescht) und Vlčí Hory (Wolfsberg). Grundsiedlungseinheit ist Staré Bříště.

## Sehenswürdigkeiten
- Kapelle in Staré Bříště